# Big Jack Johnson
Pour les articles homonymes, voir Jack Johnson et Johnson.
« Big » Jack Johnson (30 juillet 1940 - 14 mars 2011) est un guitariste et chanteur américain de blues, né à Lambert, comté de Quitman, État du Mississippi.

## Discographie partielle
- The Oil Man (1987)
- Rooster Blues (1987)
- Daddy, When Is Mama Comin' Home (1991)
- We Got to Stop This Killin' (1996)
- Live in Chicago (1997)
- All the Way Back* (1998)
- Live In Chicago* (1998)
- Roots Stew* (2000)
- The Memphis Barbecue Sessions (2002)
- Black Snake Moan (2007)

## Filmographie
- The Jewish Cowboys (2003) (TV)
- Deep Blues: A Musical Pilgrimage to the Crossroads (en) (1992)